# 作家の手帖 (松本清張)
『作家の手帖』（さっかのてちょう）は、松本清張のエッセイを中心とした書籍。

## 概要
1981年3月25日に文藝春秋より刊行された。 
文藝春秋で松本清張の担当編集者を務めた藤井康栄は、本作を「松本清張がもっとも喜んだ一冊」と述べ、「（『松本清張全集』）一期三十八巻が終わった頃から私はこの作家の創作エネルギーの源泉はなんだろうと気になっていた。秘密の扉を開けるヒントになるようなものを計画していた。全集が版を重ねるのに気を好くして、一冊くらいビジネスを度外視したものがあってもよいだろうと思っていた」「中でも先生が強く主張されたのは、福山敏男先生からの手紙を入れたいということだった。これは松本清張の質問に丁寧に答えられた誠意あふれる碩学からの返書である。それらは大事にスクラップされていて、清張先生の宝物となっていた」「後にも先にも例のないことだが、先生は本にサインするため硯と筆を持って来社されるという熱のいれようだった」と振り返っている。
本書籍の帯のコピーは藤井による。なお、文庫化は刊行以来行なわれておらず、本書籍の内容は『松本清張全集』に収録されていない。

## 内容
- 創作ヒント・ノート（『小説新潮』1980年2・3月号掲載）
  - 『黒い手帖』収録の「創作ノート(一)」「創作ノート(二)」の続編。
- 折々のおぼえがき（『別冊文藝春秋』1980年春季号掲載）
  - 森鷗外をめぐる随想など。
- 福山先生の手紙
  - 『火の路』執筆中に教示を求めた福山敏男からの書簡。
- 「読書カード」
  - 日本史および東洋史関係の読書の手控え。
- はじめてのヨーロッパ（『旅』1964年7 - 9月号連載）
  - 1964年4月12日から5月1日までのヨーロッパ旅行記。
- 取材紀行 オランダ・ベルギー・イギリス[3]
  - 『アムステルダム運河殺人事件』『セント・アンドリュースの事件』取材記。
- 「創共協定」経過メモ（『文藝春秋』1980年1月号掲載）
  - 日本共産党と創価学会との合意についての協定の仲介者としての証言メモ。期間は1974年10月20日から1975年8月16日まで。